# Oberlangenfeld
Oberlangenfeld ist ein Gemeindeteil der Gemeinde Neukirchen bei Sulzbach-Rosenberg im oberpfälzischen Landkreis Amberg-Sulzbach.

## Geografie
Die Einöde Oberlangenfeld liegt im Nordwesten der Oberpfalz, etwa neun Kilometer westlich von Sulzbach-Rosenberg und unmittelbar südlich der Bundesstraße 14. Die Einöde ist ungefähr dreieinhalb Kilometer von Neukirchen entfernt.

## Geschichte
Die Bayerische Uraufnahme zeigt den Standort der Einöde in den 1810er Jahren noch als unbebautes Terrain, das im Flurgebiet Strassæcker liegt. Bei dem etwa 200 Meter westlich davon gelegenen Einzelgehöft mit dem Namen Langenfeld handelt es sich um die heute als Unterlangenfeld bezeichnete Einöde, die zur Gemeinde Weigendorf gehört. Seit dem bayerischen Gemeindeedikt von 1818 hatte das Flurgebiet am Standort des heutigen Oberlangenfeld zur Gemeinde Bachetsfeld gehört, deren Verwaltungssitz sich im Dorf Bachetsfeld befand. Als die Gemeinde Bachetsfeld im Zuge der Gebietsreform in Bayern im Jahr 1976 aufgelöst wurde, wurde Oberlangenfeld mit einigen anderen Gemeindeteilen in die Gemeinde Neukirchen eingegliedert.
| Jahr          | 001875 | 001885 | 001900 | 001925 | 001950 | 001961 | 001970 | 001987 |
| Einwohnerzahl | 9      | 6      | 3      | 6      | 2      | 5      | 5      | 5      |